# La Courte Échelle (émission de télévision)
La Courte Échelle était une émission de télévision française pour la jeunesse diffusée du 1er avril 1974 au 12 juillet de la même année, tous les jours sauf le dimanche à 18h35 sur la troisième chaîne de l'ORTF.

## Dessins animés
- Jackson Five
- Le petit Bihan
- Le roman de Renart